# Лагерштетт

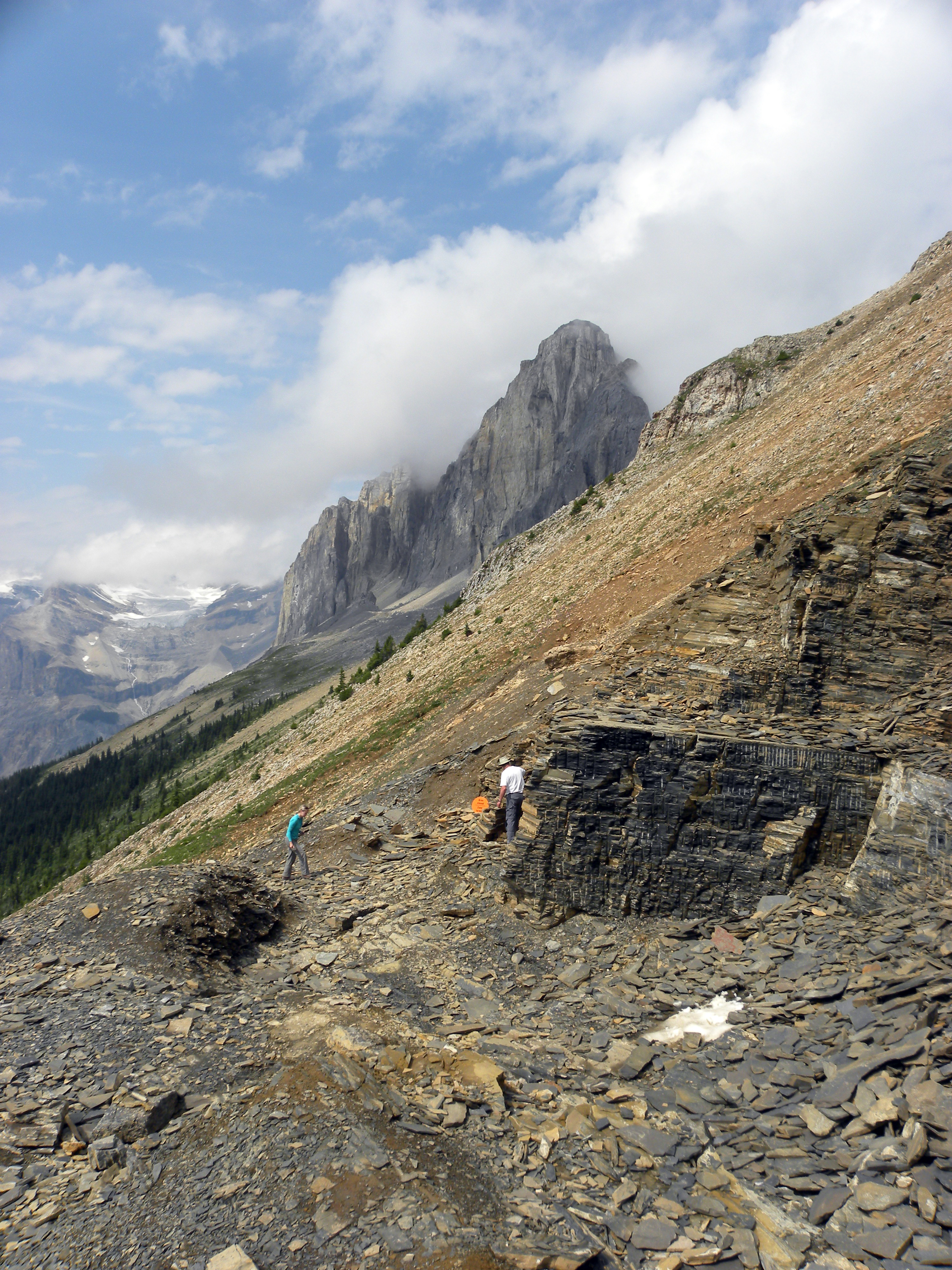
Сланцы Бёрджес в Канаде

Лагерштетт (нем. Lagerstätte) — особый тип захоронения окаменелостей, как правило, в большом количестве, где благодаря особым условиям сохраняются не только твёрдые части скелетных форм, но также и отпечатки мягких тканей. Данный тип захоронений является результатом захоронения тела в бескислородной среде с минимальным количеством бактерий, что задерживает процессы разложения. Лагерштетты известны начиная с неопротерозойской эпохи и до настоящего времени. Характерные примеры — Зольнхофен в Германии или сланцы Бёрджес в Канаде.

## Типы
Выделяют два типа лагерштеттов:
- Konzentrat-Lagerstätten — захоронения окаменелостей с особой «концентрацией» расчленённых органических твёрдых ископаемых остатков, таких как кости. Отложения с окаменелостями, представляющими сообщество in situ (такое, как коралловые и устричные рифы), лагерштеттами не являются.
- Konservat-Lagerstätten — захоронения окаменелостей с высокой сохранностью отпечатков мягких тканей ископаемых организмов.